# Alain Mabit
Pour les articles homonymes, voir Mabit (homonymie).
Alain Mabit, né en 1953, est un organiste, compositeur et professeur français. Il est titulaire du Grand orgue Cavaillé-Coll de l’église Saint-Étienne de Caen depuis 1998. Il enseigne de 1996 à 2005 l'analyse musicale au Conservatoire national supérieur de musique et de danse de Paris puis est nommé professeur de la classe d'écriture XXe – XXIe siècle à la suite d'Édith Lejet. Il est professeur de cette classe de 2005 à 2018. C'est le compositeur Thomas Lacôte qui prend sa suite.
Alain Mabit a étudié l’orgue avec Louis Thiry au conservatoire de Rouen, André Isoir au conservatoire de Boulogne et la composition avec Olivier Messiaen et Claude Ballif au Conservatoire national supérieur de musique et de danse de Paris.

## Œuvres
- Night songs pour orgue.
- Sphère d’influence pour ensemble à vent.
- Segments pour orgue.

## Discographie

### Interprète
- Prélude et Fugue sur BACH de Franz Liszt,
- Trois préludes de choral de l’opus 122 de Brahms
- Toccata de Charles-Marie Widor à l’orgue de l’abbaye aux hommes de Caen

### Compositeur
- Œuvres d’orgue d'Alain Mabit interprétées par Pascale Rouet sur l’orgue de Semur en Auxois